# Leica M1
Le Leica M1 est un appareil photo argentique 35 mm de Leica Camera AG, introduit en 1959. Le M1 dispose d'un viseur corrigé de la parallaxe avec des cadres pour focales 35 et 50 mm affichés en permanence. 9431 exemplaires ont été fabriqués.
Le M1, qui a succédé au M3 original et plus tard au M2, était le boîtier Leica M le moins cher et le plus simple, un M2 simplifié sans télémètre. Il était destiné à être utilisé pour des travaux techniques avec le viseur Visoflex, une chambre contenant un miroir reflex et un verre dépoli de mise au point qui transforme un Leica M en un appareil photo reflex mono-objectif.
Plusieurs modèles similaires ont été fabriqués simultanément avec les Leica ultérieurs de la série M :

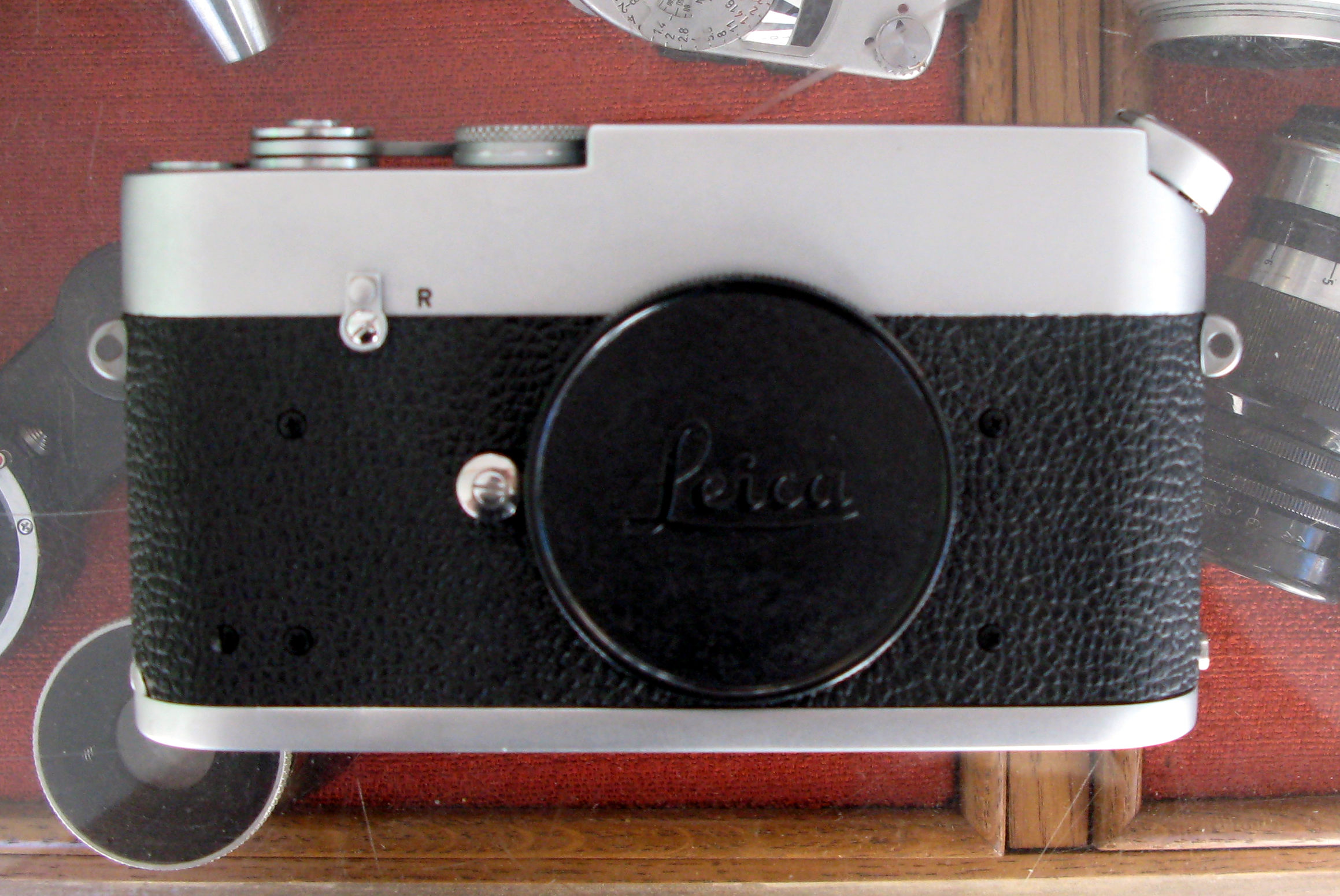
Un Leica MDa

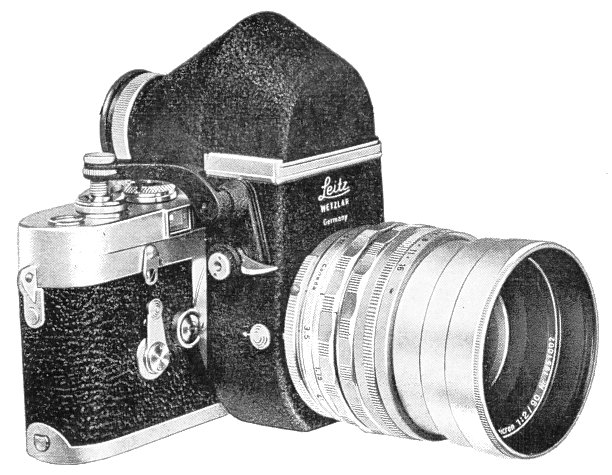
Un Leica Visoflex monté sur un Leica à monture M

- Le Leica MD, un M2 simplifié
- Le Leica MDa, un M4 simplifié
- Le Leica MD-2, un M4-2 simplifié